# Persone di cognome Alexander
| Questa pagina contiene informazioni ricavate automaticamente dalle voci biografiche con l'ausilio del template Bio e di un bot. L'aggiornamento è periodico e automatico e ricostruisce completamente la pagina. Se manca una persona in questa lista, sei pregato di non aggiungerla, ma accertati piuttosto che la sua voce biografica contenga il template Bio e che i dati anagrafici siano correttamente compilati. Se il template Bio manca, inseriscilo tu stesso o, in alternativa, metti l'avviso {{tmp\|Bio}} che ne segnala la mancanza. Se i dati riportati sono sbagliati, correggi direttamente la voce biografica; le modifiche saranno visibili in questa lista entro pochi giorni. Per chiarimenti vedi il progetto antroponimi. La lista contiene solo le 137 persone che sono citate nell'enciclopedia e per le quali è stato implementato correttamente il template Bio. Pagina aggiornata al 7 ago 2025. |

Questa è una lista di persone presenti nell'enciclopedia che hanno il cognome Alexander, suddivise per attività principale.

## Allenatori di calcio(1)
- Graham Alexander, allenatore di calcio e ex calciatore scozzese (Coventry, n. 1971)

## Altiste(1)
- Sheila Lerwill, ex altista britannica (Londra, n. 1928)

## Architetti(1)
- Christopher Alexander, architetto austriaco (Vienna, n. 1936 - Sussex, † 2022)

## Artisti(1)
- Larry D. Alexander, artista e scrittore statunitense (Dermott, n. 1953)

## Artisti marziali misti(1)
- Houston Alexander, artista marziale misto statunitense (East St. Louis, n. 1972)

## Attori(15)
- Aidan Alexander, attore e musicista statunitense (Boise, n. 2000)
- Ben Alexander, attore statunitense (Goldfield, n. 1911 - Los Angeles, † 1969)
- Cris Alexander, attore, ballerino e fotografo statunitense (Tulsa, n. 1920 - Saratoga Springs, † 2012)
- Edward Alexander, attore statunitense (Ogdensburg, n. 1886 - Dearborn, † 1964)
- Georg Alexander, attore, regista e produttore cinematografico tedesco (Hannover, n. 1888 - Berlino, † 1945)
- Ian Alexander, attore e attivista statunitense (Salt Lake City, n. 2001)
- Jace Alexander, attore e regista televisivo statunitense (New York, n. 1964)
- John Alexander, attore statunitense (Newport, n. 1897 - New York, † 1982)
- Keon Alexander, attore canadese
- Newell Alexander, attore statunitense (Borger, n. 1935)
- Nicholas Alexander, attore e musicista statunitense
- Pico Alexander, attore statunitense (New York, n. 1991)
- Richard Alexander, attore statunitense (Dallas, n. 1902 - Woodland Hills, † 1989)
- Ross Alexander, attore statunitense (Brooklyn, n. 1907 - Los Angeles, † 1937)
- Theo Alexander, attore greco (Atene, n. 1981)

## Attori teatrali(1)
- George Alexander, attore teatrale inglese (Reading, n. 1858 - Londra, † 1918)

## Attrici(11)
- Jane Alexander, attrice e attivista statunitense (Boston, n. 1939)
- Ana Alexander, attrice e modella serba (Belgrado, n. 1979)
- Denise Alexander, attrice statunitense (New York, n. 1939 - † 2025)
- Erika Alexander, attrice statunitense (Winslow, n. 1969)
- Jane Alexander, attrice, conduttrice televisiva e modella britannica (Watford, n. 1972)
- Jessica Alexander, attrice e modella britannica (Londra, n. 1999)
- Jordan Alexander, attrice canadese (Vancouver, n. 1993)
- Katharine Alexander, attrice statunitense (Fort Smith, n. 1898 - Tryon, † 1981)
- Khandi Alexander, attrice, ballerina e coreografa statunitense (New York, n. 1957)
- Millette Alexander, attrice e pianista statunitense (New York)
- Sarah Alexander, attrice britannica (Londra, n. 1971)

## Attrici pornografiche(1)
- Monique Alexander, attrice pornografica statunitense (Vallejo, n. 1982)

## Avvocati(1)
- Paul Alexander, avvocato e scrittore statunitense (Dallas, n. 1946 - Dallas, † 2024)

## Bassisti(1)
- Dave Alexander, bassista statunitense (Whitmore Lake, n. 1947 - Ann Arbor, † 1975)

## Batteristi(1)
- Tim Alexander, batterista statunitense (Havelock, n. 1965)

## Bobbisti(1)
- Morgan Alexander, bobbista canadese (Regina, n. 1982)

## Calciatori(7)
- Cole Alexander, calciatore sudafricano (Città del Capo, n. 1989)
- Daniel Alexander, calciatore eritreo (n. 1994)
- Eric Alexander, ex calciatore statunitense (Pittsburgh, n. 1988)
- Ian Alexander, ex calciatore britannico (Glasgow, n. 1963)
- Neil Alexander, ex calciatore scozzese (Edimburgo, n. 1978)
- Roger Alexander, ex calciatore anglo-verginiano (River Sallee, n. 1981)
- Tom Alexander, calciatore nordirlandese (Ballynashee, n. 1873 - † 1939)

## Cantanti(3)
- Alger "Texas" Alexander, cantante statunitense (Jewett, n. 1900 - † 1954)
- Jessi Alexander, cantante statunitense (Jackson, n. 1972)
- Jazze Pha, cantante e produttore discografico statunitense (Memphis, n. 1974)

## Cantautori(2)
- Arthur Alexander, cantautore statunitense (Sheffield, n. 1940 - † 1993)
- Gregg Alexander, cantautore e produttore discografico statunitense (Grosse Pointe, n. 1970)

## Cestiste(4)
- Erin Alexander, ex cestista statunitense (Santa Ynez, n. 1975)
- Kayla Alexander, cestista canadese (Milton, n. 1991)
- Kim Alexander, ex cestista statunitense
- Marte Alexander, ex cestista e allenatrice di pallacanestro statunitense (Inglewood, n. 1976)

## Cestisti(14)
- Chris Alexander, ex cestista statunitense (Chicago, n. 1980)
- Cliff Alexander, cestista statunitense (Chicago, n. 1995)
- Cory Alexander, ex cestista statunitense (Waynesboro, n. 1973)
- Courtney Alexander, ex cestista e allenatore di pallacanestro statunitense (Bridgeport, n. 1977)
- Demetrius Alexander, ex cestista statunitense (St. Louis, n. 1975)
- Gary Alexander, ex cestista statunitense (Jacksonville, n. 1969)
- Joe Alexander, cestista statunitense (Kaohsiung, n. 1986)
- Kyle Alexander, cestista canadese (Scarborough, n. 1996)
- Lawrence Alexander, ex cestista statunitense (Peoria, n. 1991)
- Marvin Alexander, ex cestista statunitense (Memphis, n. 1966)
- Trey Alexander, cestista statunitense (Oklahoma City, n. 2003)
- Ty-Shon Alexander, cestista statunitense (Charlotte, n. 1998)
- Victor Alexander, ex cestista statunitense (Detroit, n. 1969)
- Xavier Alexander, cestista statunitense (Forest Park, n. 1988)

## Chimici(1)
- Jerome Alexander, chimico statunitense (New York, n. 1876 - New York, † 1959)

## Compositori(1)
- Jeff Alexander, compositore e direttore d'orchestra statunitense (Seattle, n. 1910 - Whidbey Island, † 1989)

## Esploratori(2)
- Boyd Alexander, esploratore, ornitologo e ufficiale inglese (Cranbrook, n. 1873 - † 1910)
- James Edward Alexander, esploratore scozzese (Stirling, n. 1803 - Ryde, † 1885)

## Filosofi(2)
- Bernát Alexander, filosofo e scrittore ungherese (Pest, n. 1850 - Budapest, † 1927)
- Samuel Alexander, filosofo australiano (Sydney, n. 1859 - Manchester, † 1938)

## Fisiche(1)
- Claudia Alexander, geofisica statunitense (Vancouver, n. 1959 - Arcadia, † 2015)

## Fumettiste(1)
- Louise Simonson, fumettista statunitense (Atlanta, n. 1946)

## Generali(2)
- Harold Alexander, generale e politico britannico (Londra, n. 1891 - Slough, † 1969)
- William Alexander, generale statunitense (New York, n. 1726 - Albany, † 1783)

## Giocatori di baseball(1)
- Grover Cleveland Alexander, giocatore di baseball statunitense (Elba, n. 1887 - St. Paul, † 1950)

## Giocatori di football americano(14)
- D.J. Alexander, ex giocatore di football americano statunitense (Palm Desert, n. 1991)
- Darius Alexander, giocatore di football americano statunitense (Fort Wayne, n. 2000)
- Derrick Alexander, ex giocatore di football americano statunitense (Detroit, n. 1971)
- Derrick Alexander, ex giocatore di football americano statunitense (Jacksonville, n. 1973)
- Frank Alexander, ex giocatore di football americano statunitense (Baton Rouge, n. 1989)
- Jaire Alexander, giocatore di football americano statunitense (Charlotte, n. 1997)
- Kwon Alexander, giocatore di football americano statunitense (Oxford, n. 1994)
- Lorenzo Alexander, ex giocatore di football americano statunitense (Oakland, n. 1983)
- Mackensie Alexander, giocatore di football americano statunitense (Immokalee, n. 1993)
- Maurice Alexander, giocatore di football americano statunitense (St. Louis, n. 1991)
- Mister Alexander, giocatore di football americano statunitense (Aldine, n. 1988)
- Reed Alexander, ex giocatore di football americano canadese (Prince Rupert, n. 1987)
- Shaun Alexander, ex giocatore di football americano statunitense (Florence, n. 1977)
- Vadal Alexander, giocatore di football americano statunitense (New Orleans, n. 1994)

## Giocatori di lacrosse(1)
- George Alexander, giocatore di lacrosse britannico (Eccles, n. 1886 - Wilmslow, † 1929)

## Giornaliste(2)
- Hilary Alexander, giornalista neozelandese (Napier, n. 1946 - Londra, † 2023)
- Shana Alexander, giornalista statunitense (New York, n. 1925 - Hermosa Beach, † 2005)

## Giornalisti(1)
- Maxwell Alexander, giornalista e scrittore statunitense (Grand Rapids, n. 1957)

## Illustratori(1)
- John White Alexander, illustratore statunitense (Allegheny City, n. 1856 - New York, † 1918)

## Illustratrici(1)
- Francesca Alexander, illustratrice, scrittrice e traduttrice statunitense (Boston, n. 1837 - Firenze, † 1917)

## Matematici(1)
- James Waddell Alexander, matematico statunitense (Sea Bright, n. 1888 - Princeton, † 1971)

## Militari(2)
- Edward Porter Alexander, militare statunitense (Washington, n. 1835 - Savannah, † 1910)
- Ulick Alexander, ufficiale inglese (n. 1889 - † 1973)

## Modelle(1)
- Cristin Alexander, modella britannica (George Town, n. 1987)

## Modelli(1)
- J. Alexander, modello e personaggio televisivo statunitense (South Bronx, n. 1958)

## Musicisti(1)
- Willie Alexander, musicista statunitense (Filadelfia, n. 1943)

## Naturalisti(1)
- Victor Brooke, naturalista britannico (n. 1843 - † 1891)

## Ornitologi(1)
- Wilfred Backhouse Alexander, ornitologo e entomologo britannico (Croydon, n. 1885 - † 1965)

## Pianisti(1)
- Monty Alexander, pianista giamaicano (Kingston, n. 1944)

## Piloti automobilistici(1)
- Iradj Alexander, pilota automobilistico svizzero (Locarno, n. 1975)

## Pittori(2)
- Francis Alexander, pittore statunitense (Killingly, n. 1800 - Firenze, † 1880)
- William Alexander, pittore e illustratore inglese (Maidstone, n. 1767 - Maidstone, † 1816)

## Politici(4)
- Douglas Alexander, politico britannico (Glasgow, n. 1967)
- John Alexander, politico e ex tennista australiano (Sydney, n. 1951)
- Rodney Alexander, politico statunitense (Bienville, n. 1946)
- Albert Victor Alexander, I conte Alexander di Hillsborough, politico inglese (Weston-super-Mare, n. 1885 - Londra, † 1965)

## Psicoanalisti(1)
- Franz Gabriel Alexander, psicanalista e medico ungherese (Budapest, n. 1891 - Palm Springs, † 1964)

## Rugbisti a 15(1)
- Ben Alexander, ex rugbista a 15 australiano (Sydney, n. 1984)

## Sceneggiatori(1)
- Scott Alexander, sceneggiatore, regista e produttore cinematografico statunitense (Los Angeles, n. 1963)

## Schermidori(1)
- Michael Alexander, schermidore britannico (Winchester, n. 1936 - Londra, † 2002)

## Sciatori alpini(2)
- Cameron Alexander, sciatore alpino canadese (North Vancouver, n. 1997)
- Kyle Alexander, sciatore alpino canadese (North Vancouver, n. 1999)

## Sciatrici alpine(2)
- Ashleigh Alexander, sciatrice alpina canadese (n. 2000)
- Kiara Alexander, sciatrice alpina canadese (n. 2001)

## Scrittori(7)
- David Alexander, scrittore e giornalista statunitense (Shelbyville, n. 1907 - Louisville, † 1973)
- Eben Alexander, scrittore statunitense (Charlotte, n. 1953)
- Isaac Alexander, scrittore tedesco (Ratisbona, n. 1722 - † 1802)
- Kwame Alexander, scrittore statunitense (Manhattan, n. 1968)
- Lloyd Alexander, scrittore statunitense (Filadelfia, n. 1924 - Drexel Hill, † 2007)
- Patrick Alexander, scrittore e sceneggiatore britannico (n. 1926 - † 1997)
- William Alexander, I conte di Stirling, scrittore scozzese (Menstrie - Clackmannanshire, † 1640)

## Sociologi(1)
- Jeffrey C. Alexander, sociologo statunitense (n. 1947)

## Soprani(1)
- Roberta Alexander, soprano statunitense (Lynchburg, n. 1949)

## Storici(1)
- Robert Skidelsky, storico e economista britannico (n. 1939)

## Tenniste(1)
- Susan Alexander, ex tennista australiana

## Tennisti(1)
- Fred Alexander, tennista statunitense (Sea Bright, n. 1880 - Beverly Hills, † 1969)

## Triatleti(1)
- Craig Alexander, triatleta australiano (Sydney, n. 1973)

## Tripliste(1)
- Ayanna Alexander, triplista e lunghista trinidadiana (Arima, n. 1982)

## Velociste(1)
- Kineke Alexander, velocista sanvincentina (Kingstown, n. 1986)